# Chinotahueca
Chinotahueca es una ranchería del municipio de Navojoa ubicada en el sur del estado mexicano de Sonora, en la zona del valle del río Mayo. Según los datos del  Censo de Población y Vivienda realizado en 2010 por el Instituto Nacional de Estadística y Geografía (INEGI), Chinotahueca tiene un total de 969 habitantes.

## Geografía
Chinotahueca se sitúa en las coordenadas geográficas 27°01'30" de latitud norte y 109°31'51" de longitud oeste del meridiano de Greenwich, a una elevación de 26 metros sobre el nivel del mar.